# Stumpffia tetradactyla
Stumpffia tetradactyla is een kikkersoort uit de familie van de smalbekkikkers (Microhylidae). De soort werd voor het eerst wetenschappelijk beschreven door Frank Glaw en Miguel Vences in 1991. Later werd de wetenschappelijke naam Rhombophryne tetradactyla gebruikt.

## Verspreiding en habitat
De soort komt voor in Madagaskar waar het holotype aangetroffen is langs de kant van de weg op het eiland Nosy Boraha. Andere exemplaren zijn bekend van Nosy Mangabe en het Nahampoana-reservaat op het hoofdeiland Madagaskar. Het is een bodembewoner die leeft in vochtig primair en secundair woud. De omvang van de populatie is niet bekend. De soort wordt bedreigd door verlies van de woudhabitat.

## Uiterlijke kenmerken
Het is een kleine kikkersoort met een lengte van 13 tot 15 millimeter. Ze heeft vier tenen aan de voeten, vandaar de naam tetradactyla.